# Аслан, Мюслюм
Мюслюм Аслан (курд. Müslüm Aslan) — курдский поэт и публицист из Турции. Автор ряда поэтических сборников, участник культурных инициатив и литературных журналов.

## Биография
Мюслюм Аслан родился в районе Нусайбин провинции Мардин, где получил начальное и среднее образование. В 1990-х годах, на фоне политической нестабильности в регионе, был арестован и провёл десять лет в тюрьмах Диарбекир, Чанкыры и Мараш как политический заключённый.
С раннего возраста проявлял интерес к литературе, вдохновлённый своим дедом, который знакомил его с поэзией Джигерхьюина (курд. Cigerxwîn). Его дед читал ему диванную поэзию и вдохновлял на написание собственных стихов. Писать стихи начал в заключении. Его первые работы были опубликованы в литературном журнале *HAWAR*, отражавшем идеологическое и политическое наследие таких личностей, как Мазлум Доган и Ферхат Куртай.  
После освобождения стал главным редактором газеты *Ütopya*, где публиковал поэзию и культурные эссе. В 2004 году стал соучредителем культурного центра *Roza Kültür ve Sanat Evi*, продвигавшего литературные и художественные проекты. Под его руководством были запущены два журнала: *DEM* (на турецком языке) и *Nûbîn* (на курдском). Оба издания были закрыты властями после выхода первого номера без объяснения причин.

## Творчество
На данный момент Аслан опубликовал пять поэтических сборников. Последний из них, Nefel, вышел в 2024 году.
Его работы публиковались в ряде литературных изданий, включая Güney Dergisi, Ütopya, Yaratı, Hayal Dergisi, Tîgrîs, Kowar W, Tîroj и Dilop.
Его имя и стихи также включены в Антологию поэтов Севера под редакцией Арджена Ари.
Некоторые стихотворения Аслана были положены на музыку и исполнены известными курдскими артистами, такими как Хасан Терджан, Бермал Чем, Дилджен Рони и Раперин.

## Общественная деятельность
Мюслюм Аслан является активным членом Курдского ПЕН-центра, входящего в международную организацию PEN International. Также он принимает участие в работе Фонда курдских писателей, способствующего продвижению и сохранению курдской литературы.

## Произведения
- Ayna (2005) — Издательство J&J
- Ru (2009) — Издательство BM
- Nehirler Zindanlara Dökülür (2013) — Издательство Esmer
- Aram (2021) — Издательство J&J
- Nefel (2024) — Издательство Luvi